# Češka
Češka (češko Česko), uradno Češka republika (Česká republika), je celinska država v srednji Evropi z 10,7 milijona prebivalcev, ki meji na Nemčijo na zahodu in severozahodu, Avstrijo na jugu, Slovaško na vzhodu in Poljsko na severovzhodu. Glavno in največje mesto Praga ima okoli 1,3 milijona prebivalcev. Država Češka vključuje zgodovinska ozemlja treh nekdanjih avstrijskih dežel: Češko (Čechy), Moravsko (Morava) in češko (nekdanjo avstrijsko) Šlezijo (České Slezsko).
Češka država je nastala v poznem 9. stoletju kot vojvodina Češka v okviru Velikomoravske. Po njenem padcu leta 907 se je središče moči preneslo z Moravske na Češko pod Přemyslidi‎ (češko Přemyslovci). Leta 1004 je bila vojvodina uradno priznana kot del Svetega rimskega cesarstva, leta 1212 postala Češko kraljestvo in v 14. stoletju dosegla svoj največji ozemeljski obseg. Češko kraljestvo je vladalo ne le sami Češki, temveč tudi drugim ozemljem, ki so skupaj oblikovala tako imenovano Češko krono. Češki kralji so bili tudi volilni knezi Svetega rimskega cesarja. Češki kralj Otokar II. (1253–78) je ozemlje razširil od Baltika do Jadrana. Pod Luksemburžani, še posebej kraljem Karlom V., je bila gospodarsko in kulturno najbolj razvita, Praga je bila celo glavno mesto cesarstva. Po razkolu v katoliški cerkvi so se Čehi družili okoli reformatorja Jana Husa (okoli 1370–1415). Njegov sežig je povzročil husitske vojne (1419–34). Kraljestvo se je spoprijemalo z gospodarskim embargom in nekaj časa je bilo brezvladje, nato so se na prestolu menjavale različne rodbine.
Po bitki pri Mohaču leta 1526 je bila celotna Češka krona postopoma priključena Habsburški monarhiji skupaj z nadvojvodino Avstrijo in kraljevino Madžarsko. Protestantski češki upor (1618–1620) proti katoliškim Habsburžanom je povzročil tridesetletno vojno, po kateri je monarhija utrdila vladarja, ponovno uvedla katolicizem in sprejela politiko postopne germanizacije. Z razpadom Svetega rimskega cesarstva leta 1806 je Češko kraljestvo postalo del avstrijskega cesarstva in češki jezik je doživel preporod, ki je bil posledica razširjenega romantičnega nacionalizma. V 19. stoletju je Češka postala industrijska moč monarhije, kar je bilo nato jedro Češkoslovaške republike, ki je bila ustanovljena leta 1918 po razpadu Avstro-Ogrske po prvi svetovni vojni.
Nemčija je zasedla Češkoslovaško na začetku druge svetovne vojne. Leta 1945 so jo osvobodile sovjetske in ameriške sile. Večina nemško govorečih prebivalcev je bila po vojni izgnana in tako je država izgubila svojo precejšnjo manjšino in dvojezičnost. Komunistična partija Češkoslovaške je leta 1946 zmagala na volitvah. Po državnem udaru leta 1948 je Češkoslovaška postala enostrankarska komunistična država pod sovjetskim vplivom. Leta 1968 je naraščajoče nezadovoljstvo z režimom doseglo vrhunec v reformističnem gibanju, znanem kot praška pomlad, ki se je končala z vpadom Sovjetske zveze. Češkoslovaška je ostala zasedena do leta 1989, do žametne revolucije, ko je komunistični režim propadel in je bila ustanovljena večstrankarska parlamentarna republika. 1. januarja 1993 se je Češkoslovaška mirno razdelila na dve neodvisni državi Češko in Slovaško.
Češka je razvita država z naprednim, visoko razvitim gospodarstvom in visokim življenjskim standardom. Je članica Združenih narodov, Evropske unije, Nata, OECD, OVSE in Sveta Evrope.

## Etimologija
Sedanje ime izhaja iz endonima Čeh, izposojenega iz poljščine. Ime izhaja od slovanskega plemena (Čehi, češko Čechové) in po legendi njihovega voditelja Čeha, ki jih je pripeljal na Češko, kjer so se naselili na pogorju Říp. Etimologijo besede Čeh je mogoče izslediti nazaj do protoslovanskega korena *čel-, kar pomeni "član ljudstva; sorodnik", zaradi česar je soroden s češko besedo člověk (oseba). 
Država je bila tradicionalno razdeljena na tri dežele, in sicer Češko (Čechy) na zahodu, Moravsko (Morava) na jugovzhodu in Češko Šlezijo (Slezsko, manjši, jugovzhodni del zgodovinske Šlezije, od katere je večina v sodobni Poljski) na severovzhodu. Znana kot dežela Češke krone že od 14. stoletja, je imela številna druga imena za državo, tudi Češka, Češka krona in Dežela krone svetega Vaclava. Ko je država ponovno pridobila svojo neodvisnost po razpadu Avstro-Ogrske leta 1918, je bilo novo ime Češkoslovaška skovano iz združenja narodov Češke in Slovaške v eni državi.
Po razpadu Češkoslovaške ob koncu leta 1992 je ostal češki del nekdanjega naroda, vendar je bilo na začetku nove češke države po odloku češkega ministrstva za zunanje zadeve (minister Josef Zieleniec) priporočljivo ime Češka. V memorandumu vseh čeških veleposlaništev in diplomatskih predstavništev v letu 1993 je bilo priporočeno, da se v uradnih dokumentih in naslovih uradnih institucij uporablja polno ime "Češka republika", v vseh drugih primerih pa ime Češka.  Uporaba geografskega imena še vedno ni dosegla splošnega priznanja, vendar se stanje v zadnjem času izboljšuje in se običajno uporablja v slovarjih, na zemljevidih, v posebni literaturi, turističnih cestnih atlasih, enciklopedijah, medijih in na spletu. Tudi sedanji češki predsednik Miloš Zeman v svojih uradnih govorih uporablja ime Češka in spodbuja njegovo širšo uporabo.

## Zgodovina
- Samova plemenska zveza 631–658
- Velikomoravska 830–900
-  Vojvodina Češka 880–1198
-  Kraljevina Češka 1198–1918

-  del Svetega rimskega cesarstva 1002–1806
-  del Avstrijskega cesarstva 1804–1867
-  del Avstro-Ogrske 1867–1918

-  Češkoslovaška 1918–1939
-  Protektorat Češka in Moravska (protektorat  nacistične Nemčije) 1939–1945
-  Češkoslovaška 1945–1992
-  Češka republika 1993–do danes

### Prazgodovina
Arheologi so našli dokaze o prazgodovinskih naseljih na območju, ki sega do paleolitske dobe. Figurina Venera iz Dolníh Věstonic je skupaj z nekaj drugimi iz bližnjih krajev, ki so jih našli tukaj, najstarejši znan keramični izdelek na svetu. Območje je bilo naseljeno v bronasti dobi (kultura žarnih grobišč).
V železni dobi so se v 3. stoletju pred našim štetjem začeli naseljevati Kelti in Boji, nato v 1. stoletju germanska plemena Markomanov in Kvadi. Njihov kralj Marobod je prvi dokumentiran vladar Češke. Med obdobjem preseljevanja narodov okoli 5. stoletja so se mnoga germanska plemena razselila iz srednje Evrope proti zahodu in jugu.
Slovanska ljudstva iz črnomorske in karpatske regije so se prav tako naselila na tem območju (gibanje je bilo spodbujeno tudi z napadi ljudstev iz Sibirije in vzhodne Evrope: Huni, Avari, Bolgari in Madžari). V 6. stoletju so se preselili proti zahodu v Češko, Moravsko in nekatere dele današnje Avstrije in Nemčije. V 7. stoletju je frankovski trgovec Samo podprl Slovane, da so se borili proti v neposredni bližini naseljenim Avarom in je postal vladar prve znane slovanske države v srednji Evropi Samove plemenske zveze (623–658). Od 768–814 je Češka verjetno spadala pod vpliv Frankov pod Karlom Velikim. Najpozneje v prvi tretjini 8. stoletja je princ Mojmir I. ustanovil Velikomoravsko kneževino, ki je dosegla svoj vrhunec v 9. stoletju. Ko je vladal knez Rastislav (846–870), so sprejeli krščanstvo, ki sta ga razširjala bizantinska odposlanca Ciril in Metod.  Po smrti kneza Svetopolka I. (870–894) je država začela propadati in se je vrnila k latinski cerkvi in zahodni kulturi. Leta 907 je Velika Moravska propadla.

### Češka, dinastija Přemyslidi‎
Vojvodina Češka se je pojavila v poznem 9. stoletju, ko se je združila pod dinastijo Přemyslidov (češko Přemyslovci). Venčeslava Přemysla (sveti Venčeslav, pozneje v božični pesmi nepravilno imenovan kralj Venčeslav) je leta 929 (935) umoril njegov brat Boleslav in postal zavetnik države. Leta 973 mu je dal sveti Wolfgang, škof Regensburga, dovoljenje za ustanovitev škofije v Pragi. Prvi škof je bil Thietmar, drugi škof sveti Adalbert (Vojteh). Leta 1003 je Boleslav I. Poljski osvojil Češko (do leta 1004), 1031 je bila priključena Moravska (in 1182 postala mejna grofija). 1038 je Břetislav I. Češki napadel Poljsko in ugrabil kosti Adalberta iz Gniezna. 1085 je  Vratislav II. Přemysl postal prvi kronan češki kralj (naslov mu je podelil cesar Svetega rimskega cesarstva Henrik IV. Nemški). 
V 10. stoletju je Boleslav I., češki vojvoda, osvojil Moravsko, Šlezijo in se razširil na vzhod. Kraljevina Češka je bila v srednjem veku kot edino kraljestvo v Svetem rimskem cesarstvu pomembna regionalna moč. To je bil del imperija od 1002 do 1806, razen v letih 1440–1526. Leta 1212 je kralj Otokar I. Přemysl, ki je imel ta naslov od 1198, od cesarja Friderika II. prejel zlato bulo sicilsko (formalni edikt), ki potrjuje Otokarju in njegovim potomcem kraljevski status; vojvodina Češka je postala kraljestvo. V buli je pisalo, da bo kralj Češke oproščen vseh obveznosti do Svetega rimskega cesarstva, razen udeležbe v cesarskem svetu. Nemški priseljenci so se začeli naseljevati v 13. stoletju. V mestih in rudarskih okrožjih so ponekod v notranjosti ustanavljali češko-nemške kolonije. 
Leta 1235 so Mongoli začeli vpade v Evropo. Po bitki pri Legnici so napadli na Moravskem, nato pa so premagali tudi Madžarsko. 
Kralj Otokar II. Přemysl si je prislužil vzdevek železni in zlati kralj zaradi svoje vojaške moči in bogastva. Pridobil je Avstrijo, Štajersko, Koroško in Kranjsko, s čimer je razširil češko ozemlje do Jadranskega morja. Umrl je v bitki na Moravskem polju leta 1278 v vojni s tekmecem kraljem Rudolfom I.  Otokarjev sin Vaclav II. je pridobil poljsko krono leta 1300 zase in madžarsko krono za svojega sina. Zgradil je velik imperij, ki se je raztezal od reke Donave do Baltskega morja. Leta 1306 je bil zadnji kralj dinastije Přemyslidov‎ umorjen v skrivnostnih okoliščinah v Olomucu, medtem ko je počival. Po vrsti dinastičnih vojn je češki prestol dobila rodbina Luksemburžanov. 
14. stoletje, zlasti vladavina češkega kralja Karla IV. (1316–1378), ki je leta 1346 postal rimsko-nemški kralj in 1354 še sveti rimski cesar, je bilo zlata doba češke zgodovine. Zlasti pomembne so bile ustanovitev Karlove univerze v Pragi 1348, gradnja Karlovega mostu in ureditev Karlovega trga. Veliki deli praškega gradu in stolnice svetega Vida v gotskem slogu so bili končani med njegovim vladanjem. Pod češko krono je združil Brandenburg (do leta 1415), Lužice (do 1635) in del Šlezije (do 1742). Črna smrt, ki je divjala v Evropi od 1347 do 1352, je zdesetkala češko kraljestvo, do leta 1380 je umrlo okoli 10 % prebivalstva.  
Do konca 14. stoletja se je začela tako imenovana češka reformacija. Verski in socialni reformator Jan Hus je oblikovali reformistično gibanje, pozneje imenovano po njem. Čeprav je bil Hus razglašen za heretika in je zgorel na grmadi v Konstanci leta 1415, so se njegovi privrženci odcepili od katoliške cerkve med husitskimi vojnami (1419–1434). V husitskih vojnah nobena stran ni dokončno zmagala, zato je morala rimskokatoliška cerkev priznati husite. Petr Chelčický je nadaljeval gibanje husitske reformacije. V naslednjih dveh stoletjih je 90 % prebivalcev postalo pripadnikov husitov.
Po letu 1526 je bila Češka pod habsburškim nadzorom, ko so Habsburžani postali najprej izvoljeni in nato leta 1627 dedni vladarji Češke. Avstrijski Habsburžani so bili v 16. stoletju ustanovitelji srednjeevropske habsburške monarhije, pokopani v Pragi. Med letoma 1583 in 1611 je bila Praga uradni sedež svetega rimskega cesarja Rudolfa II. in njegovega dvora.
Praška defenestracija in poznejši upor proti Habsburžanom leta 1618 sta pomenila začetek tridesetletne vojne, ki se je hitro razširila po vsej srednji Evropi. Leta 1620 je bil upor na Češkem zatrt v bitki na Beli gori, okrepile so se vezi med Češko in dednimi habsburškimi deželami v Avstriji. Voditelji češkega upora so bili usmrčeni leta 1621. Protestantsko plemstvo in meščanstvo je moralo sprejeti katolicizem ali zapustiti državo. 
Naslednje obdobje od leta 1620 do konca 18. stoletja pogosto  imenujejo temna doba. Prebivalstvo na Češkem se je zmanjšalo za tretjino zaradi izgona čeških protestantov kakor tudi zaradi vojne, bolezni in lakote.  Habsburžani so prepovedali vse krščanske veroizpovedi razen katolicizma.  Razcvet baročne kulture kaže dvoumnost tega zgodovinskega obdobja. Turki in Tatari so napadali Moravsko leta 1663.  Leta 1679–1680 se je Češka spoprijemala s pogubno kugo in vstajo sužnjev. 
Vladavina Marije Terezije Avstrijske in njenega sina Jožefa II., sovladarja od leta 1765, je bila značilnost razsvetljenega absolutizma. Leta 1740 je večina Šlezije (razen najjužnejšega območja) zasegel kralj Friderik II. Pruski v šlezijskih vojnah. Leta 1757 so Prusi napadli Češko in po bitki v Pragi (1757) to mesto zasedli. Več kot četrtina Prage je bila uničena, stolnica svetega Vida je bila zelo poškodovana. Kmalu zatem je bil v bitki pri Kolínu Friderik poražen. Zapustil je Prago in se umaknil iz Češke. Leta 1770 in 1771 je zaradi velike lakote umrla približno ena desetina češkega prebivalstva oziroma 250.000 ljudi, radikalizacija podeželja je povzročila kmečke upore.  Tlačanstvo je bilo ukinjeno (postopoma) med letoma 1781 in 1848.
Konec Svetega rimskega cesarstva leta 1806 je poslabšalo politični status češkega kraljestva. Češka je izgubila svoj položaj volivke Svetega rimskega cesarstva kakor tudi svojo politično zastopanost v cesarskem svetu.  Češka ozemlja so postala del avstrijskega cesarstva in nato Avstro-Ogrske. Revolucija leta 1848 v Pragi, ki si je prizadevala za liberalne reforme in avtonomijo češke krone v okviru avstrijskega cesarstva, je bila zadušena. Leta 1866 je Avstrijo premagala Prusija v avstrijsko-pruski vojni. Avstrijsko cesarstvo se je moralo na novo opredeliti, da bi ohranilo narodno enotnost. Sprva se je zdelo, da bi bilo treba nekatere koncesije dati tudi Češki, ampak na koncu je cesar Franc Jožef I. sklenil kompromis samo z Madžarsko. Avstro-madžarski sporazum iz leta 1867 in nikoli uresničeno kronanje Franca Jožefa kot kralja Češke je zelo razočaralo češke politike.  Ozemlja Češke krone so postala del tako imenovane Cislajtanije (uradno "kraljestev in dežel, zastopanih v cesarskem svetu"). Prve volitve na podlagi splošne moške volilne pravice so bile leta 1907. Zadnji češki kralj je bil Karel, imenovan tudi "blaženi", ki je vladal od 1916 do 1918.

### Češkoslovaška
Približno 1,4 milijona čeških vojakov se je borilo v prvi svetovni vojni, umrlo je okoli 150.000. Čeprav se je večina čeških vojakov borila za avstro-ogrsko monarhijo, je več kot 90.000 čeških prostovoljcev oblikovalo češkoslovaške legije v Franciji, Italiji in Rusiji, kjer so se borili proti centralnim silam in nato boljševiškim vojakom.  Leta 1918, ko je razpadla habsburška monarhija ob koncu prve svetovne vojne, je bila ustanovljena neodvisna Prva Češkoslovaška republika, ki se je pridružila zmagovalnim zavezniškim silam. Ta nova država je obsegala Češko krono (Češka, Moravska in Šlezija) in dele Kraljevine Madžarske (Slovaška in Zakarpatska Ukrajina) s pomembnimi nemškimi, madžarskimi, poljskimi in ukrajinsko govorečimi manjšinami. 
Profesor Tomáš Garrigue Masaryk bil je goreč zagovornik češkoslovaške neodvisnost med prvo svetovno vojno, kasneje pa je postal ustanovitelj in prvi predsednik Češkoslovaške.  Po prvi izvolitvi leta 1918 je bil še trikrat ponovno izvoljen (1920, 1927 in 1934). 
Leta 1929 se je v primerjavi z letom 1913 bruto domači proizvod povečal za 52 % in industrijska proizvodnja za 41 %. Leta 1938 je bila Češkoslovaška na 10. mestu na svetu po industrijski proizvodnji. 
Čeprav je bila Češkoslovaška enotna država, so imele precej pravic tudi manjšine in država je ostala edina demokracija v tem delu Evrope v obdobju med vojnama. Posledice velike depresije z visoko brezposelnostjo in množično propagando nacistične Nemčije pa so povzročile nezadovoljstvo in močno podporo med etničnimi Nemci za odcepitev od Češkoslovaške.
Adolf Hitler je izkoristil to priložnost in uporabil separatistično stranko sudetskih Nemcev Konrada Henleina. S sporazumom v Münchnu leta 1938 (podpisali so ga nacistična Nemčija, Francija, Velika Britanija in Italija) je pridobil večino nemško govorečih Sudetov. Češkoslovaška ni bila povabljena na konferenco in se je počutila, da sta jo Združeno kraljestvo in Francija izdala. Čehi in Slovaki so sporazum iz Münchna označili kot münchensko izdajstvo, ker se je vojaško zavezništvo Češkoslovaške s Francijo pokazalo za neuspešno.
Kljub uporabi češkoslovaške vojske z 1,2 milijona vojakov in francosko-češkim vojaškim zavezništvom je Poljska aneksirala območje Zaolzie okoli Češkega Tešina, Madžarska je dobila dele Slovaške in Podkarpatja kot posledico prve dunajske arbitraže novembra 1938. Ostanki Slovaške in Podkarpatje so dobili večjo avtonomijo kot država, preimenovana v »Čeho-Slovaško«. Ko je nacistična Nemčija aneksirala del Slovaške, je omogočila preostalim regijam razdelitev med Madžarsko in Poljsko, a se je Slovaška odločila, da ohrani svojo nacionalno in ozemeljsko celovitost. Marca leta 1939 se je odcepila od Čeho-Slovaške in postala zaveznica Hitlerjeve koalicije. 
Preostale dele češkega ozemlja je zasedla Nemčija in jo preoblikovala v tako imenovani protektorat Češke in Moravske. Protektorat je bil del tretjega rajha, predsednik in premier pa podrejena nacistični Nemčiji. Podkarpatje je razglasilo neodvisnost kot Republika Karpatska Ukrajina 15. marca 1939, vendar jo je še isti dan napadla Madžarska in naslednji dan formalno aneksirala. Približno 345.000 češkoslovaških državljanov, tudi 277.000 Judov, je bilo ubitih ali usmrčenih, medtem ko je bilo več sto tisoč drugih poslanih v zapore in nacistična koncentracijska taborišča ali so jih uporabljali za prisilno delo.  Eno koncentracijsko taborišče je bilo tudi na češkem ozemlju v Terezinu, severno od Prage.
Doma in v tujini je nastalo odporniško gibanje proti nacistični Nemčiji. Atentat na nacističnega voditelja Reinharda Heydricha sta izvedla češka vojaka Jozef Gabčík in Jan Kubiš v praškem predmestju 27. maja 1942. 9. junija 1942 je Hitler ukazal krvave povračilne ukrepe proti Čehom kot odziv na odpor. Češkoslovaška vlada v izgnanstvu in njena vojska sta se borili proti Nemcem, kar so zavezniki priznali. Češki/češkoslovaški vojaki so se borili že od samega začetka vojne na Poljskem, v Franciji, Veliki Britaniji, severni Afriki, na Bližnjem vzhodu in v Sovjetski zvezi. Nemška okupacija se je končala na 9. maja 1945 s prihodom sovjetske in ameriške vojske in s praško vstajo. Pri osvobajanju Češkoslovaške je  padlo okrog 140.000 sovjetskih vojakov. 
Med letoma 1945 in 1946 je bila skoraj celotna nemško govoreča manjšina na Češkoslovaškem, okoli 3 milijone ljudi, izgnana v Nemčijo in Avstrijo. V tem času je bilo na tisoče Nemcev pridržanih v zaporih in taboriščih ali na prisilnem delu. Poleti leta 1945 je bilo več pobojev. Po sovjetsko organiziranem referendumu Podkarpatja se to ni nikoli več vrnilo pod češkoslovaško oblast, ampak je leta 1946 postalo del Ukrajinske sovjetske socialistične republike kot Zakarpatska oblast.
Češkoslovaška je najprej poskušala igrati vlogo mostu med zahodom in vzhodom, vendar je priljubljenost komunistične partije Češkoslovaške hitro naraščala na splošno razočaranje Zahoda, ker je prevladal predvojni münchenski sporazum in ugoden ljudski odnos do Sovjetske zveze pri osvobajanju Češkoslovaške. Na volitvah 1946 so komunisti dobili 38 % glasov in postali največja stranka v češkoslovaškem parlamentu. Oblikovali so koalicijsko vlado z drugimi strankami v narodni fronti in se hitro utrdili kot najmočnejši. Pomembna sprememba je prišla leta 1948 z državnim udarom komunistične partije. Komunistična ljudska milica je nadzorovala ključne kraje v Pragi, ustanovljena je bila enostrankarska vlada.
Naslednjih 41 let je bila Češkoslovaška komunistična država v vzhodnem bloku. Za to obdobje je značilno zaostajanje za Zahodom v skoraj vsakem vidiku družbenega in gospodarskega razvoja. Komunistična vlada je v celoti nacionalizirala sredstva za proizvodnjo in vzpostavila plansko gospodarstvo. Gospodarstvo je v 1950-ih hitro raslo, vendar se je upočasnilo v 1960-ih in 1970-ih in stagniralo v 1980-tih. Politično ozračje je bilo zelo represivno, številna so bila zrežirana sojenja, nastalo je sto tisoč političnih zapornikov. Bolj odprt in strpen je postal režim v poznih 1960-ih, ki se je končal z vodstvom Aleksandra Dubčka v praški pomladi leta 1968, ko je poskusil ustvariti "socializem s človeškim obrazom" in morda celo uvesti politični pluralizem. To se je nasilno končalo z vpadom vseh držav Varšavskega pakta, razen Romunije in Albanije, 21. avgusta 1968.
Začel se je krut program "normaliziranja". Do leta 1989 je politična elita cenzurirala opozicijo. Disidenti so leta 1977 objavili Listino 77 in prvi iz novega vala protestov so nastali leta 1988. Med letoma 1948 in 1989 je bilo več kot 250.000 Čehov in Slovakov zaprtih in več kot 400.000 izseljenih. 

### Žametna revolucija in osvoboditev
Novembra 1989 se je Češkoslovaška vrnila v liberalno demokracijo z mirno žametno revolucijo. Slovaška narodna prizadevanja so se okrepila in 1. januarja 1993 se je država mirno razdelila v neodvisni Češko in Slovaško. Državi sta izvedli gospodarske reforme in privatizacijo zaradi ustvarjanja tržnega gospodarstva, kar je bilo zelo uspešno. Leta 2006 je Svetovna banka Češko priznala kot "razvito državo" in leta 2009 je bil češki narod po indeksu človekovega razvoja uvrščen kot narod "z zelo visoko stopnjo človekovega razvoja". 
Od leta 1991 je bila Češka, sprva kot del Češkoslovaške in od leta 1993 kot Češka, članica Višegrajske skupine in od leta 1995 članica OECD. Češka se je pridružila Natu 12. marca 1999 in Evropski uniji 1. maja 2004. 21. decembra 2007 se je Češka republika pridružila schengenskemu območju.

## Geografija
Češka leži večinoma med zemljepisno širino 48° in 51° severno (majhno območje leži severno od 51°) in zemljepisno dolžino 12° in 19° vzhodno.
Češka pokrajina je izredno raznovrstna. Na zahodu je kotlina, ki jo odmakata reki Laba (češko Labe) in Vltava. Večinoma je obdana s sredogorjem, kot so Krkonoši in Sudeti. Najvišja točka v državi je Snežka s 1602 m in je prav tukaj. Moravska je vzhodni del države in je tudi precej hribovita. Tu je pomembna predvsem reka Morava, tu pa izvira tudi Odra.
Vode iz čeških rek se stekajo prek porečij v povodje treh različnih morij: Severno morje, Baltsko morje in Črno morje. Češka ima za 99 let v najemu Moldauhafen (tudi pristanišče Vltava), 30.000 kvadratnih metrov velik del pristanišča v sredini Hamburga, kar je bilo dogovorjeno s 363. členom versajske pogodbe, da se je omogočil celinski državni prostor, kjer se blago, ki ga prevažajo po rekah, lahko prenese na morske ladje. Pogodba bo potekla leta 2028, ko naj bi bilo ozemlje vrnjeno Nemčiji.
Fitogeografsko Češka pripada srednjeevropski provinci v cirkumborealni regiji, v borealnem pasu. Po podatkih mednarodne organizacije  World Wide Fund for Nature (WWF) se lahko ozemlje Češke razdeli v štiri ekoregije: zahodnoevropski listnati gozdovi, srednjeevropski mešani gozdovi, panonski mešani gozdovi in karpatski montanski gozdovi iglavcev.
Češka ima štiri narodne parke. Najstarejši je Narodni park Krkonoši, Narodni park Šumava, ki sta tudi biosferna rezervata, Narodni park Podyjí in Narodni park Češka Švica.
Tri zgodovinske dežele Češke republike (prej osrednje dežele Češke krone) se skoraj popolnoma skladajo s porečjem Labe in Vltave za Češko, porečjem Morave za Moravsko in porečja Odre za Češko Šlezijo.

### Podnebje
Češka ima zmerno celinsko podnebje s toplimi poletji in hladnimi, oblačnimi in zasneženimi zimami. Temperaturna razlika med poletjem in zimo je razmeroma visoka zaradi neobalne geografske lege. 
Na Češkem se temperature zelo razlikujejo, odvisno od nadmorske višine. V višjih legah se temperature nižajo in padavine povečujejo. Najbolj namočeno območje je Bílý potok ob gori Jizera (Jizerské hory) v regiji Liberec, najbolj suha regija je Louny na severozahodu Prage. Drug pomemben dejavnik je razprostranjenost gora, zato je podnebje precej raznovrstno.
Na najvišjem vrhu Snežka (1602 m) je povprečna temperatura le –0,4 °C, medtem ko je v nižinah v južni Moravski regiji povprečna temperatura višja kot 10 °C. Praga ima podobno povprečno temperaturo, kar je  verjetno tudi zaradi vpliva urbanih dejavnikov.
Najhladnejši mesec je običajno januar, sledita februar in december. V teh mesecih je običajno sneg v gorah in včasih tudi v nižinah. Marca, aprila in maja temperatura navadno hitro narašča, zlasti aprila, ko se temperatura in vreme podnevi zelo razlikujeta. Za pomlad so značilne tudi visoke vode v rekah zaradi taljenja snega z občasnimi poplavami.
Najtoplejši mesec v letu je julij, nato avgust in junij. Povprečne poletne temperature so okoli 20 °C do 30 °C  višje kot pozimi. Za poletje so  značilni tudi dež in nevihte.

### Okolje
Češka se uvršča na peto mesto kot najbolj okoljsko zavedna država na svetu po indeksu okoljskega učinka.

## Upravna delitev
Češka je upravno razdeljena na 13 okrajev (češko kraj), poseben status pa ima glavno mesto Praga:
- Južnočeški okraj (Jihočeský kraj)
- Južnomoravski okraj (Jihomoravský kraj)
- Karlovarski okraj (Karlovarský kraj)
- Kralovehraški okraj (Královéhradecký kraj)
- Libereški okraj (Liberecký kraj)
- Moravsko-šlezijski okraj (Moravskoslezský kraj)
- Olomuški okraj (Olomoucký kraj)
- Osrednječeški okraj (Středočeský kraj)
- Pardubiški okraj (Pardubický kraj)
- Plzenski okraj (Plzeňský kraj)
- Praga (Praha)
- Usteški okraj (Ústecký kraj)
- Visočinski okraj (Kraj Vysočina)
- Zlinski okraj (Zlínský kraj)

Okraji se nadalje delijo na okrožja (okres), ta pa na občine. Večino pristojnosti v upravnih zadevah imajo okraji in občine. Okraji se za potrebe izvajanja kohezijske politike Evropske unije združujejo v kohezijske regije (NUTS 2).

## Gospodarstvo
Češka ima razvito gospodarstvo  z visokimi prihodki  na prebivalca z BDP, ki je 87 % povprečja Evropske unije.  Je ena najstabilnejših in uspešnejših pokomunističnih držav. Pred izbruhom nedavne svetovne gospodarske krize je imela nad 6 % letno rast v treh letih. K rasti prispeva izvoz v Evropsko unijo, še posebej v Nemčijo, in tuje naložbe, oživlja pa tudi domače povpraševanje.
Večina gospodarstva je bila privatizirana, vključno z bankami in telekomunikacijami. Raziskava v sodelovanju s češko gospodarsko zvezo 2009 je pokazala, da daje večina čeških ekonomistov prednost nadaljevanju liberalizacije v večini sektorjev gospodarstva.
Država je članica schengenskega območja od 1. maja 2004, ob odpravljeni mejni kontroli je popolnoma odprla svoje meje z vsemi svojimi sosedami (Nemčija, Avstrija, Poljska in Slovaška) 21. decembra 2007. Češka je postala članica Svetovne trgovinske organizacije 1. januarja 1995. Leta 2012 je izvozila skoraj 80 % v druge države članice Evropske unije, uvozila pa več kot 65 % iz njih.
Do leta 2050 bo Češka postala 49. največje gospodarstvo na svetu z BDP 342 milijard ameriških dolarjev. 
Monetarno politiko izvaja Češka narodna banka, katere neodvisnost je zagotovljena z ustavo. Uradna valuta je češka krona in je imela plavajoč tečaj do 7. 11. 2013, ko je centralna banka začasno fiksirala devizni tečaj na 27 kron za evro v okviru boja proti deflaciji. Ko se je pridružila EU, se je Češka zavezala, da sprejme evro, vendar datum sprejetja ni bil določen.
Program mednarodne primerjave dosežkov učencev, ki jih usklajuje OECD, uvršča češki izobraževalni sistem kot 15. najboljši na svetu, višje od povprečja OECD. Češka se je leta 2015 uvrstila na 24. mesto po indeksu ekonomske svobode.
Vodilna češka podjetja so Škoda Auto (avtomobili), Škoda Transport (tramvaj, trolejbus, metro), Tatra (tretji najstarejši izdelovalec avtomobilov na svetu), Karosa (avtobusi), Aero Vodochody (letala) in Jawa Motors (motorna kolesa).
Novembra 2015 je rast češkega BDP znašala 4,5 %, kar uvršča češko gospodarstvo na najvišjo stopnjo rasti v Evropi takoj za Nemčijo. .

### Energija
Proizvodnja češke elektrike presega porabo za približno 10 TWh letno in jo izvažajo. Jedrska energija zagotavlja približno 30 odstotkov celotnih potreb električne energije, njihov delež pa naj bi se povečal na 40 odstotkov. V letu 2005 so 65,4 odstotka električne energije pridobili v termoelektrarnah (predvsem na premog), 30 odstotkov v jedrskih elektrarnah in 4,6 odstotka iz obnovljivih virov, vključno z vodno energijo. Največja češka nuklearka je Temelin, druga pa Dukovany.
Češka je zmanjšala svojo odvisnost od zelo nizke kakovosti rjavega premoga kot vira energije. Zemeljski plin kupujejo pri ruskem Gazpromu, kar je približno tri četrtine domače porabe, in pri norveški družbi, kar je večina preostale četrtine. Ruski plin uvažajo prek Ukrajine (Druzhba pipeline), norveški plin pa skozi Nemčijo. Južna Moravska ima malo nahajališč nafte in plina.

### Prometna infrastruktura
Letališče Václava Havla v Pragi je glavno mednarodno letališče v državi. V letu 2010 je z njega odletelo 11,6 milijona potnikov, zaradi česar je peto najprometnejše letališče v srednji in vzhodni Evropi. V celoti ima Češka 46 letališč s tlakovano vzletno-pristajalno stezo, od tega šest zagotavlja mednarodne prevoze: Brno, Karlovi Vari, Mošnov (blizu Ostrave), Pardubice, Praga in Kunovice (blizu kraja Uherské Hradiště).
Češke železnice (České Dráhy) prepeljejo približno 180 milijonov potnikov letno. ČD Cargo je peti največji upravljavec železniškega tovornega prometa v Evropski uniji. Z 9505 km prog je češko eno najgostejših železniških omrežij v Evropi. 2926 km je elektrificiranih, 7617 km je enotirnih in 1866 km dvo- in večtirnih prog. Leta 2006 so uvedli nove italijanske nagibne vlake pendolino ČD, razred 680. Dosegli so hitrost 237 km/h, kar je nov češki hitrostni rekord.
Cestno omrežje obsega 55.653 km. Imajo 775,8 km avtocest in 439,1 km hitrih cest.

### Turizem
Češka dobi precej prihodka od turizma. Praga je peto najbolj obiskano mesto v Evropi po Londonu, Parizu, Carigradu in Rimu.  Leta 2001 je skupni zaslužek od turizma dosegel 118 milijard čeških kron, kar je 5,5 % BDP in 9 % skupnih prihodkov od izvoza. Industrija zaposluje več kot 110.000 ljudi, več kot 1 % prebivalstva. Ugled države je zmanjšan zaradi vodnikov in poročil turistov, ki niso zadovoljni s taksisti, in težav z žeparji, predvsem v Pragi. Od leta 2005 se je praški župan Pavel Bém trudil za izboljšavo, sicer pa je Praga varno mesto. Tudi Češka kot celota ima na splošno nizko stopnjo kriminala.
Imajo več središč z razvito turistično dejavnostjo. Zdraviliška mesta, kot so Karlovi Vari, Marianske Lazne in Františkovy Lazne in Jachymov, so še posebej priljubljene počitniške točke. Arhitekturna dediščina je zelo pomembna. Imajo veliko gradov in dvorcev iz različnih zgodovinskih obdobij (grad Karlštejn, Český Krumlov in območje Lednice-Valtice). Češka ima 12 stolnic in 15 cerkva, ki jih je papež povzdignil v bazilike, samostani, številne sodobne in starodavne cerkve – na primer Cerkev svetega Janeza Nepomuka, Zelená Hora je na seznamu svetovne kulturne dediščine. Zunaj mest privabljajo območja, kot so Češki raj, Šumava in gorovje Krkonoši, za tiste, ki iščejo udejstvovanje na prostem.
Država je znana tudi po svojih različnih muzejih. Znani so po lutkarstvu in marionetah s številnimi lutkovnimi festivali po vsej državi.
Češka ima vrsto festivalov piva, tudi Češki festival piva (največji češki festival piva, ki traja običajno 17 dni in je vsako leto v mesecu maju v Pragi), Plzner Fest (vsako leto v avgustu v Plznu), Olomuški festival piva (v Olomucu) ali festival v Čeških Budejovicah.

## Demografija
Po prvih rezultatih popisa 2011 se je večina prebivalcev na Češkem opredelila za Čehe (63,7 %), Moravce (4,9 %), Slovake (1,4 %), Poljake (0,4 %), Nemce (0,2 %) in Šlezijce (0,1 %). Pri »državljanstvu«, neobvezna opredelitev, precej ljudi pusti polje prazno (26,0 %). Po nekaterih ocenah živi na Češkem okoli 250.000 Romov.
Septembra 2013 je v državi živelo 437.581 tujcev, največ je bilo Ukrajincev (106.714), Slovakov (89.273), Vietnamcev (61.102), Rusov (32.828), Poljakov (19.378 ), Nemcev (18.099), Bolgarov (8837), Američanov (6695), Romunov (6425), Moldavcev (5860), Kitajcev (5427), Britancev (5413), Mongolov (5308), Kazahstancev (4850) in Belorusov (4562). 
Judovsko prebivalstvo Češke in Moravske, po popisu leta 1930 je bilo 118.000 ljudi, je nacistična Nemčija skoraj uničila v obdobju holokavsta. Leta 2005 je na Češkem živelo okoli 4000 Judov. 

## Kultura

### Arhitektura
Najzgodnejše ohranjene kamnite stavbe na Češkem in Moravskem so iz obdobja pokristjanjevanja 9. in 10. stoletja. Od srednjega veka so na Češkem uporabljali take arhitekturne sloge kot večina zahodne in srednje Evrope. Najstarejše še vedno stoječe cerkve so bile zgrajene v romanskem slogu. V 13. stoletju so jih zamenjale v gotskem slogu. V 14. stoletju je cesar Karel IV. povabil na  svoj dvor v Prago nadarjena arhitekta iz Francije in Nemčije, Matijo iz Arrasa in Petra Parlerja. V srednjem veku je bilo veliko gradov utrjenih, zgradila sta jih kralj in aristokracija, pa tudi mnogo samostanov. Med husitskimi vojnami so bili mnogi poškodovani ali uničeni.
Renesančni slog je prodrl v Češko krono v poznem 15. stoletju, ko se je starejši gotski slog začel počasi mešati z renesančnimi prvinami (arhitekta Matej Rejsek, Benedikt Rejt). Izjemen primer čiste renesančne arhitekture na Češkem je Kraljeva poletna palača, ki je bila v novoustanovljenem vrtu praškega gradu. Dokaze o splošnem sprejemu renesanse na Češkem, ki vključuje množičen prihod italijanskih arhitektov, je mogoče najti v prostornih gradovih z elegantnimi arkadnimi dvorišči in geometrijsko urejenimi vrtovi.  Poudarek je bil na udobju, prav tako so se pojavile zgradbe, namenjene zabavi.
V 17. stoletju se je po Češki kroni razširil baročni slog. Izjemni so arhitekturni projekti češkega plemiča in cesarskega vrhovnega poveljnika Albrechta von Wallensteina iz 1620-ih. Njegova arhitekta Andrea Spezza in Giovanni Pieroni sta ustvarjala po najnovejši italijanski modi in bila hkrati zelo inovativna. Češka baročna arhitektura je enkraten del evropske, zahvaljujoč obsežni kulturni dediščini. V prvi tretjini 18. stoletja so bile češke dežele vodilna umetnostna središča baročnega sloga. Na Češkem je bil končan razvoj radikalnega baročnega sloga, ki sta ga v Italiji ustvarila Francesco Borromini in Guarino Guarini na zelo izviren način. Glavni arhitekti češkega baroka so Jean-Baptiste Mathey, František Maxmilián Kaňka, Krištof Dientzenhofer in njegov sin Kilian Ignac Dientzenhofer.
V 18. stoletju je Češka izoblikovala arhitekturno posebnost – baročno-gotski slog, sintezo gotskih in baročnih elementov. To ni bila preprosta vrnitev h gotiki, temveč izvirna baročna preobrazba. Glavni predstavnik in inovator tega sloga je bil Jan Blažej Santini-Aichel, ki je uporabljal ta slog pri obnovi srednjeveških samostanskih stavb.
V 19. stoletju so bili pri češki monarhiji v arhitekturi zelo priljubljeni neoromanski, neogotski in neorenesančni slog. Mnoge cerkve so bile obnovljene po domnevno srednjeveški podobi in pa tudi številne nove stavbe so bile zgrajene v neoromanskem, neogotskem in neorenesančnem slogu. Na prelomu 19. in 20. stoletja se je pojavil na Češkem nov umetniški slog – art nouveau. Najbolj znani predstavniki Češke secesijske arhitekture so Osvald Polivka, ki je oblikoval mestno hišo v Pragi, Josef Fanta, arhitekt glavne železniške postaje v Pragi, in Jan Kotěra.
Češka je k svetovni arhitekturni dediščini prispevala nenavaden slog. Češki arhitekti so poskušali prenesti kubizem iz slikarstva in kiparstva v arhitekturo. V prvih letih neodvisne Češkoslovaške (po letu 1918) se je začel poseben češki arhitekturni slog, ki se imenuje "rondokubizem". Skupaj s predvojno češko kubistično arhitekturo je neprimerljiv v svetu. Prvi češkoslovaški predsednik T. G. Masaryk je povabil vidnega slovenskega arhitekta Jožeta Plečnika v Prago. Posodobil je grad in zgradil nekaj drugih stavb. Med svetovnima vojnama je bil funkcionalizem s svojimi treznimi, naprednimi oblikami glavni arhitekturni slog v novoustanovljeni Češkoslovaški republiki. V mestu Brno je ohranjeno eno najveličastnejših funkcionalističnih del, to je vila Tugendhat, ki jo je zasnoval arhitekt Ludwig Mies van der Rohe. Najpomembnejši češki arhitekti iz tega obdobja so Adolf Loos, Pavel Janák in Josef Gočár.
Po drugi svetovni vojni in komunističnem državnem udaru leta 1948 je bila umetnost na Češkoslovaškem pod močnim sovjetskim vplivom. Hotel International v Pragi je briljanten primer tako imenovanega socialističnega realizma, stalinističnega umetniškega sloga 1950. Češkoslovaška avantgardna umetniška gibanja, znana kot bruseljski slog (imenovan po bruseljski svetovni razstavi Expo 58), so postala priljubljena v obdobju politične liberalizacije na Češkoslovaškem v 1960-tih.
Tudi danes Češka spremlja večino sodobnih smeri mednarodne arhitekture. To potrjujejo številni projekti svetovno priznanih arhitektov (Frank Gehry, Jean Nouvel, Ricardo Bofill in John Pawson). Dela nekaterih sodobnih čeških arhitektov je mogoče najti po vsem svetu (Eva Jiřičná, Jan Kaplický). 

### Unescova dediščina na Češkem
Češka ima na Unescovem seznamu 12 lokacij:
- vrtovi in grad Kroměříž (1998) so, kjer je bila včasih plitvina čez reko Moravo ob vznožju gorovja Hriby, ki se dviga nad osrednjim delom Moravske. Grad je dobro ohranjen primer evropskega baročnega knežjega prebivališča in njegovih vrtov;
- zgodovinsko središče Český Krumlov (1992); na bregovih reke Vltave; mesto so zgradili okoli gradu iz 13. stoletja z gotskimi, renesančnimi in baročnimi elementi. Je izjemen primer majhnega osrednjega evropskega srednjeveškega mesta, katerega arhitekturna dediščina je ostala nedotaknjena, zahvaljujoč mirnemu razvoju več kot pet stoletij;
- zgodovinsko središče Prage (1992); zgrajeno med 11. in 18. stoletjem, Staro mesto, Mala strana in Novo mesto govorijo o velikem arhitekturnem in kulturnem vplivu, ki ga to mesto uživa že od srednjega veka. Številni veličastni spomeniki, kot so grad Hradčani, stolnica svetega Vida, Karlov most in številne cerkve in palače, zgrajene večinoma v 14. stoletju, ko je vladal sveti rimski cesar Karel IV.;
- zgodovinsko središče Telč (1992); hiše, ki stojijo na vrhu hriba, so bile prvotno lesene. Po požaru v poznem 14. stoletju so mesto obnovili v kamnu, obdano z obzidjem in  okrepljeno z mrežo umetnih ribnikov. Mestni gotski grad je bil obnovljen v visokem gotskem slogu v poznem 15. stoletju;
- zgodovinska vas Holašovice (1998) je popoln in dobro ohranjen primer tradicionalne srednjeevropske vasi. Imajo veliko izjemnih ljudskih stavb v slogu, znanem kot južnočeški ljudski barok iz 18. in 19. stoletja, ki ohranja tloris iz srednjega veka;
- steber svete Trojice v Olomucu (2000) je bil postavljen v zgodnjih letih 18. stoletja, je najizrazitejši spomenik posebne vrste za srednjo Evropo. V značilnem regionalnem slogu, znanem kot olomuški barok, se dviga do višine 35 m. Okrašen je z več lepimi verskimi skulpturami in je  delo uglednega moravskega umetnika Ondreja Zahnerja;
- judovska četrt in bazilika svetega Prokopa v Třebíču (2003); judovska četrt, staro judovsko pokopališče in bazilika svetega Prokopa v Trebiču so opomniki sobivanja judovske in krščanske kulture od srednjega veka do 20. stoletja. Judovska četrt priča o različnih vidikih življenja te skupnosti. Bazilika svetega Prokopa, zgrajena kot del benediktinskega samostana v začetku 13. stoletja, je izjemen primer vpliva zahodne evropske arhitekturne dediščine v tej regiji;
- Kutná Hora: zgodovinsko središče mesta s cerkvijo svete Barbare in cerkvijo Marijinega vnebovzetja Sedlec (1995); Kutna Gora se je razvila kot posledica izkoriščanja rudnikov srebra. V 14. stoletju je postala kraljevsko mesto, obdarjena s spomeniki, ki simbolizirajo njeno blaginjo. Cerkev svete Barbare, dragulj pozne gotike, in Marijina cerkev v Sedlcu, ki je bila obnovljena v skladu z baročnim okusom zgodnjega 18. stoletja, sta vplivali na arhitekturo srednje Evrope. Te mojstrovine so danes del dobro ohranjenega srednjeveškega urbanega tkiva z nekaterimi posebej finimi zasebnimi zgradbami;
- kulturna krajina Lednice-Valtice (1996); med 17. in 20. stoletjem je vladajoči vojvoda Lihtenštajn preoblikoval svoje posesti na južnem Moravskem v osupljivo pokrajino z baročno arhitekturo (v glavnem delo Johanna Bernharda Fischerja von Erlacha) ter klasičnim in neogotskim slogom gradov Lednice in Valtice s podeželsko krajinsko arhitekturo po angleških romantičnih načelih. Na 200 km² je ena največjih umetnih pokrajin v Evropi;
- grad Litomyšl (1999); prvotno renesančno arkadni grad, vrsta je bila najprej razvita v Italiji, nato pa sprejeta in močno razvita v srednji Evropi v 16. stoletju. Njegova oblika in okrasje sta še posebej fina, tudi s poznejšimi visoko baročnimi vlogami, dodanimi v 18. stoletju. Ohranja nedotaknjen spekter pomožnih stavb, povezanih s plemiškim prebivališčem te vrste;
- romarska cerkev svetega Janeza Nepomuka, Zelena gora (1994); zgrajena je bila v čast svetega Janeza Nepomuka na Zeleni gori, nedaleč od Ždarja na Moravskem. Zgrajena je bila v začetku 18. stoletja po tlorisu v obliki zvezde in je najbolj nenavadno delo velikega arhitekta Jana Blazeja Santinija, katerega zelo izviren slog spada med neogotiko in barok;
- Tugendhatova vila v Brnu (2001); zasnoval jo je arhitekt Mies van der Rohe in je izjemen primer mednarodnega sloga v sodobnem gibanju v arhitekturi, kot se je razvil v Evropi leta 1920. Njegova posebna vrednost je uporaba inovativnih prostorskih in estetskih konceptov, ki želijo zadovoljiti nove potrebe življenjskega sloga z izkoriščanjem možnosti, ki jih ponuja sodobna industrijska proizvodnja.

### Glasba
Češka glasbena tradicija je nastala iz prvih cerkvenih hvalnic, katerih prvi dokazi so iz preloma 10. in 11. stoletja. Prvi veliki deli češke glasbe sta dva korala, ki sta imela vlogo himne Hospodine pomiluj ny (Gospod, usmili se nas) iz okoli leta 1050, nedvomno najstarejša in najbolj zvesto ohranjena priljubljena duhovna pesem, ki je preživela do danes, in himna Svatý Václave (sveti Vaclav) ali koral Sveti Vaclav iz okoli 1250.  Njune korenine je mogoče najti že v 12. stoletju in še danes sta med najbolj priljubljenimi verskimi pesmimi. Leta 1918, na začetku češkoslovaške države, je bila pesem obravnavana kot ena od izbir za državno himno. Avtorstvo himne Gospod, usmili se nas je pripisano nekemu zgodovinarju svetemu Adalbertu iz Prage (sveti Vojteh), škof v Pragi, ki je živel med 956 in 997. 
Bogastvo glasbene kulture na Češkem je v dolgem obdobju visoke kulture klasične glasbene tradicije v vseh zgodovinskih obdobjih, zlasti v baroku, klasicizmu, romantiki, sodobni klasični glasbi in tradicionalni ljudski glasbi Češke, Moravske in Šlezije. Od zgodnjih obdobij so bili češki glasbeniki in skladatelji pogosto pod vplivom pristne ljudske glasbe (npr. polka, ki je nastala na Češkem). Med najopaznejšimi so Adam Michna, Jan Dismas Zelenka, Jan Václav Antonín Stamic, Jiří Antonín Benda, Jan Křtitel Vaňhal, Josef Mysliveček, Anton Reicha, Bedřich Smetana, Antonín Dvořák, Gustav Mahler, Josef Suk, Leoš Janáček, Bohuslav Martinů, Alois Haba, Miloslav Kabeláč ali Petr Eben, znani so tudi glasbeniki in izvajalci František Benda]], Jan Kubelík, Emma Destinnová, Rudolf Firkušný, Češka filharmonija, Panocha Quartet in mnogi drugi.
Češka glasba je bila koristna z evropskega in svetovnega vidika, večkrat je sočasno določala ali celo določila novo prihajajoče obdobje v glasbeni umetnosti , predvsem v klasični dobi, pa tudi z izvirnim odnosom v baroku, romantiki in sodobni klasični glasbi.
Najbolj znan glasbeni festival v državi je Mednarodni glasbeni festival klasične glasbe Praška pomlad, stalna predstava izjemnih svetovnih umetnikov, simfoničnih orkestrov in komornih ansamblov.

### Kuhinja
Češka kuhinja ima rada mesne jedi. Svinjina je precej pogosta, goveje in piščančje meso sta prav tako priljubljeni, pa tudi gos, raca, kunci in divjačina. Ribe so redke, razen občasno sveže postrvi in krapa, ki ga jejo za božič.
Češko pivo ima dolgo in pomembno zgodovino. Znano je, da je bila prva pivovarna že leta 993. V Češki spijejo največ piva na prebivalca na svetu. Slavno "plzensko pivo" (pils) izvira iz češkega mesta Plzen, kjer so prvi na svetu izdelali svetli lager Pilsner Urquell, ki ga še vedno proizvajajo. Bil je navdih za več kot dve tretjini piva, proizvedenega danes na svetu. Češke Budejovice so znane po pivu Budweiser ali Budweiser Budvar. Poleg teh in drugih velikih blagovnih znamk se Češka ponaša tudi z veliko vrhunskimi malimi pivovarnami in minipivovarnami, ki nadaljujejo prastaro tradicijo kakovosti in okusov.
V južni moravski regiji so vino pridelovali že v srednjem veku; okoli 94 % vinogradov na Češkem je na Moravskem. Poleg slivovke, češkega piva in vina so Čehi znani tudi po likerjih, kot sta fernet stock in beherovka. Kofola je brezalkoholna domača pijača, ki tekmuje s kokakolo in pijačo pepsi.
Nekatere popularne češke jedi so:
- vepřo knedlo zelo: svinjska pečenka s kruhovimi cmoki in dušenim zeljem
- svíčková na smetaně: pečen zgornji del govedine z oparjenimi cmoki in kremno zelenjavno omako
- rajská (omáčka): govedina v paradižnikovi omaki, tradicionalno jo postrežejo z žličniki
- koprovka: govedina v koprovi omaki, tradicionalno jo postrežejo z žličniki
- pečená kachna: pečena raca s kruhovimi ali krompirjevimi cmoki in vinsko rdeče zelje
- guláš: različne enolončnice iz govejega in svinjskega mesa, postrežejo ga s cmoki ali kruhom
- smažený sýr: ocvrti sir, običajno ga postrežejo s krompirjem ali pomfrijem in tatarsko omako
- bramboráky: krompirjeve palačinke, tradicionalno jih postrežejo s kislim zeljem

Imajo tudi veliko različnih lokalnih klobas, paštet in prekajenega mesa. Češke sladice imajo veliko stepene smetane, čokolade in sadnega peciva, radi imajo torte, kreme, sladice s sirom, makom in druge vrste tradicionalnih slaščic, kot so buhtlji, kolači in zavitki.
- Czech cuisine
- Vrč Budweiser Budvar
- Svíčková: zrezek s koranasto zelenjavo in smetanovo omako, cmoki in brusnicami
- ’’Vepřo-knedlo-zelo’’: svinjska pečenka, kislo zelje in cmok
- Sladek buhtelj z makom
- Skutni štruklji z jagodami
- Velikonočni kruh